# Pół wieku człowieku
Pół wieku człowieku – album studyjny polskiego piosenkarza Krzysztofa Krawczyka. Wydawnictwo ukazało się 27 maja 2014 roku nakładem wytwórni muzycznej Warner Music Poland. Album został zarejestrowany z okazji jubileuszu 50-lecia działalności artystycznej wokalisty. Materiał był promowany teledyskiem do utworu tytułowego z gościnnym udziałem wykonawcy muzyki reggae - Ras Luty.

## Lista utworów
Opracowano na podstawie materiału źródłowego
| 1. "Po pierwsze, po drugie, po trzecie" 2. "Pół wieku człowieku" 3. "Co mi tam czas" 4. "Na Wspólnej" 5. "Przemija czas gdzieś w nas" 6. "Czemu tylko wtedy" 7. "Sława tak często zniesławia" 8. "Pokusy (wspomnienia i marzenia)" 9. "Byli jak okręt pośród fal" |  | 1. "Ewy przepis na miłość" 2. "Widziałem młode drzewo" 3. "Cały twój świat (na zdjęciu jej twarz)" 4. "Przyjdzie czas będzie rada" 5. "Kiedy miłość umiera" 6. "Gdy śpiewał Roy Orbison" 7. "Nie spieszcie się chłopcy do nieba" 8. "Pół wieku człowieku (wersja radiowa)" |